# Chauvé
Chauvé település Franciaországban, Loire-Atlantique megyében. Lakosainak száma 3035 fő (2022. január 1.). Chauvé Saint-Père-en-Retz, Chaumes-en-Retz és Pornic községekkel határos.

## Népesség
A település népességének változása:
| Lakosok száma | 1307 | 1348 | 1589 | 2253 | 2628 | 2753 | 2876 | 2930 | 2965 | 3035 |
|               | 1968 | 1982 | 1990 | 2006 | 2013 | 2015 | 2017 | 2019 | 2020 | 2022 |